# Kihniö

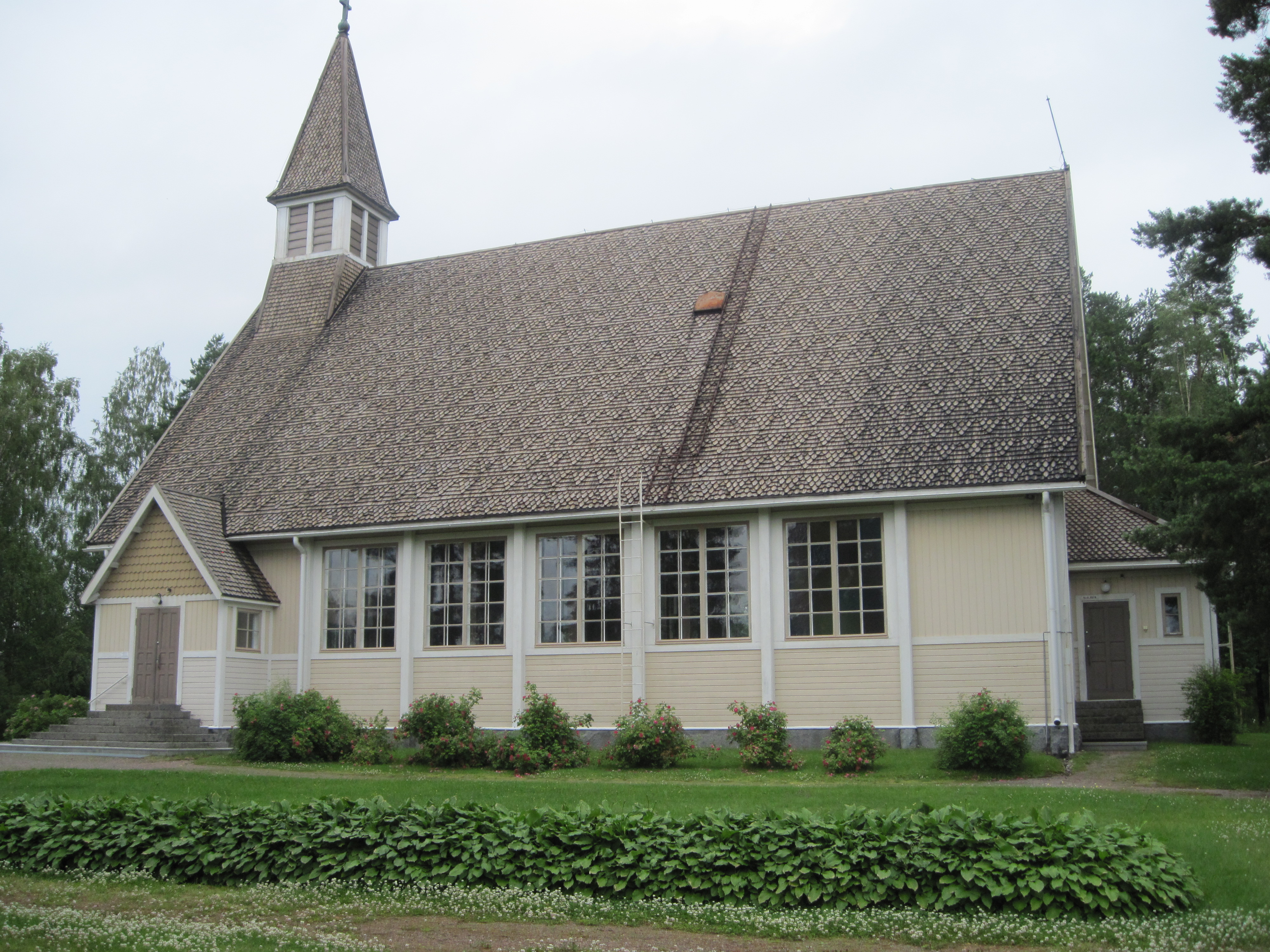

Kihniö – gmina w Finlandii w regionie Pirkanmaa. Zamieszkana przez 2 216 osób. Powierzchnia wynosi 390,5 km², z czego 33,39 km² stanowi woda.
Herb gminy zaprojektował Toivo Vuorela. Obowiązuje on od 1960 roku.

## Sąsiadujące gminy
- Jalasjärvi
- Ylöjärvi
- Parkano
- Seinäjoki
- Virrat

## Wsie
Niskos, Linnankylä, Nerkoo, Mäkikylä, Jokikylä, Ratikylä, Naarminkylä, Kirkonkylä, Kihniönkylä, Kankari i Korhoskylä.